# Ernesto Valverde
Ernesto Valverde, född 9 februari 1964, är en spansk fotbollstränare som tränar Athletic Bilbao.
Valverde tog över RCD Espanyol inför säsongen 2006-07. Han kom då närmast från en säsong i Athletic Bilbao. 2009 tog han och gick vidare till att ta över Villareal, då Manuel Pellegrini flyttade till Real Madrid. Han var mellan den 29 maj 2017 och 13 januari 2020 tränare för den spanska klubben FC Barcelona. Den 30 juni 2022 återvände han som tränare för Athletic Bilbao.

## Meriter som tränare

### FC Barcelona
- La Liga: 2017/2018, 2018/2019
- Spanska cupen: 2017/2018
- Spanska supercupen: 2018